# Das unterbrochene Opferfest
Das unterbrochene Opferfest ist eine heroisch-komische Oper mit gesprochenen Dialogen in zwei Aufzügen von Peter von Winter mit einem Libretto von Franz Xaver Huber. Die Uraufführung erfolgte am 14. Juni 1796 im Kärntnertortheater Wien.

## Inhalt
Scholtzes Vollständiger Opernführer in der Ausgabe von 1910 gibt die Handlung folgendermaßen wieder (sprachlich geringfügig modernisiert):
Der Engländer Murney hat Peru von den Portugiesen befreit und sich die Freundschaft des Regenten erworben. Der neidische Feldherr Mafferu beschließt, den Verhassten zu verderben. Er verbindet sich hierzu mit Elvira, Murneys Gattin, einer Portugiesin, deren Bruder in dem geschlagenen portugiesischen Heer gefallen ist. Deshalb hasst sie den Gatten, der außerdem noch ein Liebesverhältnis mit Myrha, der Tochter des Inka, offenkundig unterhält. Auch letztere wird durch falsche Nachrichten für den Plan gewonnen. Zum Schluss wird noch ein Sonnenpriester bestochen, der anlässlich eines Tempelfests einen künstlichen Donner hervorbringt und Murneys Leben fordert, da der Fremdling die Sonne gelästert habe. Vergebens beteuert Murney seine Unschuld und ergibt sich endlich, den falschen Aussagen Mafferus, Elviras und Myrhas gegenüber, in sein Schicksal. Der Inka sucht umsonst den Freund zu retten, und sein Sohn Roka beschließt, den Bedrohten im äußersten Fall mit Waffengewalt zu befreien. Energisch fordern der Oberpriester Villac Umu und das fanatisierte Volk den Feuertod Murneys, damit dem Götterbefehl Genüge geschehe und das Land nicht der Rache der Himmlischen verfalle. Mit größtem Widerstreben gibt der von allen Seiten, besonders von Mafferu bedrängte und an die königliche Pflicht erinnerte Inka endlich nach und lässt Murney zum Scheiterhaufen führen, wo schon Roka mit seinen Getreuen wartet, um den mörderischen Anschlag zu vereiteln. Die von Reue geplagten Frauen sind die ersten, welche gestehen, zu einem falschen Zeugnis gedrängt worden zu sein, und als der Oberpriester die Autorität des Orakels allen Entlastungsbeweisen gegenüber aufrechterhält, bekennt auch der bestochene Priester sein Vergehen. Den durch die Wucht dieser Aussagen niedergeschmetterten Mafferu befiehlt der erzürnte Inka an Murneys Stelle zum Tode zu führen. Murney bittet jedoch edelmütig, seinen Todfeind zu schonen, der nun nur mit ewiger Verbannung bestraft wird. Der Inka bekleidet den geretteten Freund selbst mit neuen Ehren, und Priester und Volk lobpreisen die allmächtige Sonne. (Gustav Modes Text-Bibliothek Nr. 78.)

## Gestaltung
Winters Partitur weist, bei nur geringem Tribut an die Couleur locale des exotischen Schauplatzes Peru und neben einigen konventionelleren Nummern mit stereotypen melodischen Floskeln, auch eine ganze Reihe theatralisch wirksamer Massen- und Ensembleszenen auf.

### Instrumentation
Die Orchesterbesetzung der Oper enthält die folgenden Instrumente:
- Holzbläser: zwei Flöten, zwei Oboen, zwei Klarinetten, zwei Fagotte
- Blechbläser: vier Hörner, zwei Trompeten
- Pauken
- Streicher

## Werkgeschichte
Mit dem Opferfest, das (nach Romanen Jean-François Marmontels) die Konflikte zwischen Europäern und Inkas im 16. Jahrhundert effektvoll thematisiert, erlangte Winter neben Mozart und Weigl fast als einziger deutscher Opernkomponist seiner Generation europäische Berühmtheit. Dass dies mit einem eigentlich eher für die Wiener Vorstadttheater typischen Libretto mit untermischten komischen Szenen und gesprochenen Dialogen geschah, überrascht weniger, wenn man bedenkt, dass italienische Adaptionen nachkomponierte, teils mit Streichquartett begleitete Rezitative enthielten und in der Theaterpraxis auch nach und nach alles auf die seriöse Sphäre reduziert wurde, was das Werk allerdings um originelle und keineswegs störende Handlungselemente und Musiknummern beraubt.
Die musikalische Qualität der Oper erfreute sich beim Publikum der ersten Hälfte des 19. Jahrhunderts großer Beliebtheit und Popularität, und noch 1917 wagte man in Leipzig eine Neuinszenierung.